# Пинаско (Ђенова)
Пинаско је насеље у Италији у округу Ђенова, региону Лигурија.
Према процени из 2011. у насељу је живело 102 становника. Насеље се налази на надморској висини од 223 м.